# 1993 في الكويت

## المناصب
- أمير الدولة: جابر الأحمد الصباح
- رئيس الوزراء وولي العهد: سعد العبد الله السالم الصباح

## مواليد
- فرح - ممثلة سورية
- روان المصري - ممثلة
- عبد الرحمن باني - لاعب كرة قدم
- سارة عبد الغني - ممثلة
- عبير جابر - مذيعة
- أريج العطار - ممثلة
- عبد العزيز بدر - ممثل

## وفيات
- ابتسام حسين - ممثلة